# John Hyacinth Power
John Hyacinth Power (Waterford, 2 novembre 1884 – Johannesburg, 21 dicembre 1964) è stato un erpetologo e botanico irlandese naturalizzato sudafricano, noto tra l'altro per essere stato il secondo direttore del McGregor Museum di Kimberley.
Venne omaggiato dall'erpetologo sudafricano John Hewitt con l'epiteto in Sclerophrys poweri, specie di anfibi anuri appartenente alla famiglia Bufonidae.
| Power è l'abbreviazione standard utilizzata per le specie animali descritte da John Hyacinth Power. Categoria:Taxa classificati da John Hyacinth Power |